# Neolamprologus pectoralis
Neolamprologus pectoralis är en fiskart som beskrevs av Büscher, 1991. Neolamprologus pectoralis ingår i släktet Neolamprologus och familjen Cichlidae. Inga underarter finns listade i Catalogue of Life.